# Cannonball (canción de The Breeders)
Cannonball es una canción de la banda estadounidense de rock alternativo The Breeders. Fue lanzado el 9 de agosto de 1993 como el primer sencillo de su álbum debut Last Splash, a través de 4AD/Elektra Records. Alcanzó el puesto #44 del Billboard Hot 100 de los Estados Unidos, y #40 en la lista de sencillos del Reino Unido. En Francia, fue lanzado en noviembre de 1993, donde permaneció en la lista durante 30 semanas alcanzando el puesto #8, lo que le permitió obtener el disco de plata por la venta de 125 000 copias.

## Video musical
El video musical dirigida por Kim Gordon y Spike Jonze. En él, muestra a la banda en un garaje, y las hermanas Deal en lo que parece ser un vestuario con la ropa destrozada, sentadas en una silla juntas. También hay escenas de una bala de cañón rodando por las calles suburbanas, así como un imagen de Kim Deal cantando debajo del agua.

## Recepción crítica
En mayo de 2007, la revista NME colocó a "Cannonball", en el número 22 en su lista de los 50 himnos de la música indie de todos los tiempos. También fue ubicada en el# 83 en la lista de los "100 Greatest Songs of the 90s" realizada por VH1.
"Cannonball" fue utilizado en una vista previa de South Park: Bigger, Longer and Uncut en la película Mujeres bajo la Luna y también apareció en la introducción de la película A Walk to Remember (2002), así como en la escena del robo de la película de 2001 Sugar & Spice además de que fue la partitura original a la infame pantalones sketch de comedia de MTV The State (debido a problemas de licencia de música, el Estado se vio obligado a grabar una canción de sonido por igual para el DVD de la serie completa) y también fue en la tercera temporada en el episodio 3 de Misfits.
En septiembre de 2010 Pitchfork Media incluyó la canción en el número 22 de Top 200 Tracks of the 90s.
En Chile, La radio Rock & Pop ubicó la canción en el número 186 de Rock & Pop 20 Años 200 Canciones.

## Lista de canciones

### CD single
1. "Cannonball" - 3:33
2. "Cro-Aloha" - 2:15

### CD & 12" maxi
1. "Cannonball" - 3:33
2. "Cro-Aloha" - 2:15
3. "Lord of the Thighs" - 3:58 (Steven Tyler)
4. "900" - 4:27 (Wiggs)

### Casete
1. "Cannonball" - 3:33
2. "Lord of the Thighs" - 3:58
3. "Cro-Aloha" - 2:15

## Posicionamiento en listas
| Listas (1993/94)                        | Mejor posición |
| --------------------------------------- | -------------- |
| Francia (SNEP)                          | 8              |
| Estados Unidos (Billboard Hot 100)      | 44             |
| Estados Unidos (Modern Rock Tracks)     | 2              |
| Estados Unidos (Top 40 Mainstream)      | 39             |
| Estados Unidos (Mainstream Rock Tracks) | 32             |
| Países Bajos (Mega Single Top 100)      | 35             |
| Reino Unido (UK Singles Chart)          | 40             |